# 第163步兵師 (德國國防軍)
第163步兵師（德語：163. Infanterie-Division）是納粹德國國防軍陸軍的一個步兵師。該師於1939年11月組建。
該師組建後，首次作戰為參與1941年6月的巴巴羅薩行動。此後該師一直在東線作戰。
該師最後於1945年3月在波美拉尼亞被殲。

## 註腳
1. ↑  Mitcham（2007年）